# Orion-Klasse (1932)
Die Orion-Klasse war eine Klasse von zwei mittleren U-Booten der französischen Marine, die von 1932 bis 1940 in Dienst stand.

## Allgemeines
In der damaligen französischen Typklassifikation handelte es sich um Boote der Klasse 2.
Die beiden Boote der Klasse wurden zwischen 1929 und 1932 jeweils bei A & Chantier Dubigeon in Nantes und A. Chantier de la Loire in Saint-Nazaire gebaut.
Die Klasse wird auch als 630-Tonnen-Typ E bezeichnet.
Zum Zeitpunkt des Waffenstillstandes zwischen Deutschland und Frankreich am 22. Juni 1940 lagen die beiden Boote in britischen Häfen und wurden im Zuge der Operation Grasp von der Royal Navy übernommen. Die Briten nutzten die Boote lediglich in der Reserve bzw. als Ersatzteilspender ein und sonderten sie 1943 endgültig aus.

## Einheiten
| Kennung | Name   | Bauwerft                        | Kiellegung      | Stapellauf     | Indienststellung | Verbleib                                                                  |
| ------- | ------ | ------------------------------- | --------------- | -------------- | ---------------- | ------------------------------------------------------------------------- |
| Q 165   | Orion  | A.C. de la Loire, Saint-Nazaire | 9. Juli 1929    | 21. April 1931 | 5. Juli 1932     | am 3. Juli 1940 von den Briten beschlagnahmt, im April 1943 verschrottet. |
| Q 166   | Ondine | A & Chantier Dubigeon, Nantes   | 30. August 1929 | 4. Mai 1931    | 5. Juli 1932     | am 3. Juli 1940 von den Briten beschlagnahmt, im April 1943 verschrottet. |